# Lac Teli
Le lac Teli est un lac de l'Ennedi, au nord du Tchad. Parmi les lacs d'Ounianga, il est le plus grand parmi ceux du groupe proche d'Ounianga Serir.